# NOAH Great Voyage in Osaka 2023
NOAH Great Voyage in Osaka 2023 fue un evento de lucha libre profesional promovido por Pro Wrestling NOAH. Tuvo lugar el 12 de febrero de 2023, en Osaka, Japón, en el Prefectural Gymnasium. El evento se transmitió en el servicio de transmisión Wrestle Universe de CyberFight. Es el tercer pay-per-view promovido por NOAH en 2023.
El evento contó con la participación especial de los luchadores independientes mexicanos Dralístico y Daga, al igual que la participación del luchador japonés El Desperado perteneciente a la promoción de New Japan Pro Wrestling.

## Resultados
En paréntesis se indica el tiempo de cada combate:
- Funky Express (Muhammad Yone & Akitoshi Saito) derrotaron a Kinya Okada & Daishi Ozawa (07:05).
  - Yone cubrió a Ozawa después de un «Muscle Buster».
  - Originalmente, Super Crazy y Yasutaka Yano participarían en la lucha, siendo un 3 vs. 3. Sin embargo, fueron sacados de la lucha.
- Chris Ridgeway & Daga (con Hayata) derrotaron a Kongo (Tadasuke & Hajime Ohara) (06:09). 
  - Daga cubrió a Tadasuke después de un «Magnum».
- Sugiura-gun (Timothy Thatcher, Kazuyuki Fujita & Hideki Suzuki) derrotaron a Masato Tanaka, Masaaki Mochizuki & Yoshiki Inamura (13:45).
  - Suzuki forzó a Inamura a rendirse con un «Cross Armbreaker».
- Kongo (Masakatsu Funaki, Katsuhiko Nakajima, Shuji Kondo & Hi69) derrotaron a Naomichi Marufuji, El Hijo de Dr. Wagner Jr., AMAKUSA & Ninja Mack (12:17).
  - Hi69 cubrió a AMAKUSA después de un «Michinoku Driver Beta».
  - Después de la lucha, Hi69 reto a AMAKUSA a una lucha por el Campeonato Peso Pesado Júnior de GHC.
- El Desperado & NOSAWA derrotaron a YO-HEY & Yasutaka Yano (15:57).
  - El Desperado cubrió a Yano después de un «Pinche Loco».
  - Después de la lucha, El Desperado y NOSAWA se abrazaron en señal de respeto.
  - Antes de la lucha, El Desperado y NOSAWA atacaron a YO-HEY y Yano.
- Kongo (Kenoh & Manabu Soya) derrotaron a Good Looking Guys (Jake Lee & Anthony Greene) (12:09).
  - Soya cubrió a Greene después de un «Jumping DDT».
  - Después de la lucha, Kenoh y Soya reclamaron una oportunidad por el Campeonato en Parejas de GHC.
- Dralístico derrotó a Atsushi Kotoge (13:18).
  - Dralístico cubrió a Kotoge después de un «Dragon Operation».
- Masa Kitamiya & Daiki Inaba derrotaron a TakaKoji (Takashi Sugiura & Satoshi Kojima) y ganaron el Campeonato en Parejas de GHC (17:04).
  - Kitamiya forzó a Kojima a rendirse con un «Prision Lock».
- Stinger (Yoshinari Ogawa & Eita) derrotaron a Junta Miyawaki & Alejandro y retuvieron el Campeonato en Parejas Peso Pesado Júnior de GHC (19:10). 
  - Eita cubrió a Alejandro después de un «Imperial Uno».
  - Después de la lucha, Chris Ridgeway y Hayata atacaron a Ogawa y Eita, traicionandolos, sacándolos de Stinger, y retandolos a una lucha por el Campeonato en Parejas Peso Pesado Júnior de la GHC.
- Kaito Kiyomiya derroto a Jack Morris y retuvo el Campeonato Peso Pesado de GHC (19:11).
  - Kiyomiya cubrió a Morris después de un «Shinning Wizard».
  - Después de la lucha, Kazuchika Okada apareció y atacó a Kiyomiya con un «Rainmaker».
  - Antes de la lucha, Tetsuya Naito apareció y confrontó a Keiji Mutō, quién se dirigía a comentar la lucha.